# Лепшич, Миленко
Миленко Лепшич (хорв. Miljenko Lepšić , англ.  Miljenko Lepsic, 28 сентября 1952 года) — хорватский, ранее югославский шашист, шашечный композитор, спортивный судья, спортивный журналист. Многократный чемпион Югославии. Международный гроссмейстер по шашечной композиции, мастер ФМЖД. Победитель второго чемпионата мира по шашечной композиции в жанре этюды (PWCE-II) (2009—2010 гг). Профессиональный переводчик. Автор свыше 20 изданий по шашкам. Основал сайт «МиФ. Шашки и композиция», посвящён шашечной композиции и игре в шашки, являющийся официальным изданием СПИ ФМЖД.
FMJD-Id: 10211

## Спортивная биография
Чемпионат мира по международным шашкам среди мужчин
1990 — 18 место из 20
1978—1979 — 9 место в Группе A
1976 — 17 место из 18
Чемпионат Европы по международным шашкам среди мужчин
1977 — 13 место